# Seka
Seka, född som Dorothiea Hundley Patton den 15 april 1954 i Radford, Virginia, USA, är en före detta porrskådespelare. Hennes tid i branschen var mellan 1978 och 1993. Hon bor idag i Kansas City, Missouri.
2002 gjorde de svenska filmmakarna Christian Hallman och Magnus Paulsson dokumentärfilmen Desperately Seeking Seka om hennes historia.